# METAL WOLF CHAOS
『METAL WOLF CHAOS』（メタルウルフカオス）は、フロム・ソフトウェアが2004年に発売したXbox専用ゲームソフト。
2019年にアップデートバージョンである『METAL WOLF CHAOS XD』（メタルウルフカオス　エックスディ）がPC（Steam）、PlayStation 4、Xbox One向けに発売。移植開発はGeneral Arcade、販売は日本ではフロム・ソフトウェア、海外ではDevolver Digitalが行う。

## 概要
アメリカ合衆国大統領が自分専用の特殊機動重装甲（パワードスーツ）「メタルウルフ」を身にまとい、クーデターによってアメリカ全土を制圧した副大統領と、彼が率いるクーデター軍に対し、破壊の限りを尽くすゲーム。同社制作の『O・TO・GI 〜御伽〜』のプロデューサーが手掛け、同作の3Dエンジンをベースにしているという。
一貫して没個性的な主人公が採用される同社の『アーマード・コアシリーズ』とは対照的に、特徴的な台詞回しの個性的なキャラクターや、あまりにも荒唐無稽な設定（ホワイトハウスの地下から大統領専用機が現れるなど）からゲーム雑誌『ユーゲー』（旧『ユーズド・ゲームズ』）で「ナチュラルボーンバカゲー」と絶賛された。同誌および『CONTINUE』で2004年度 No.1ゲーム大賞を受賞した。日本国外では諸事情により発売されていないが、主役の大統領が投票したい政治家1位を獲得する、気の狂った愛国ゲームベスト5に輝く、など広く知れ渡っている。
なお、ゲーム中に「21世紀に入って四半世紀が過ぎようとしていた」「（1783年のアメリカ独立戦争終結が）およそ240年前」などの表現があること、本作の主人公であるマイケル・ウィルソンが第47代アメリカ合衆国大統領という設定などから、本作で描かれている時代は、2020年代前半と考えられる。『NINJA BLADE』と世界観を共有する。
ダウンロードコンテンツに対応しており、条件開放の隠し武器やBGMのダウンロードが可能であった。

## キャラクター

### 主人公とその周辺
マイケル・ウィルソン・Jr.（Michael Wilson Jr.）
本作の主人公であり、第47代アメリカ合衆国大統領、通称大統領。作中の台詞から、大統領としてはかなり若い方である。
アメリカ軍時代に世界各地の紛争に参加しており、その功績からメダルオブオナーを授与されている。また、家族をテロで失ったことから、テロに対して強い憎しみを抱いており、テロに屈しない信念を持つ。
熱いハートと高い知性を合わせ持つが、猪突猛進な性格であるためにしばしば無茶な行動をとる。しかし、自身の「大統領魂」で不可能を可能にしていく。
口癖はLet's party!!と、「何故なら私は、アメリカ合衆国大統領だからだ！」（これはシーンによって、英語での表現が異なる場合がある）。バースト攻撃時にはHow do you like me now!!と叫ぶ。
彼の父親（『NINJA BLADE』のエージェント/マイケル・ウィルソン）もアメリカ合衆国大統領であり、ホワイトハウスの前に像が飾られている。
NINJA BLADEの設定に合わせてJr.が付けられた。
本作は数々の事情で日本国外での発売は行われていないが、大統領の活躍は広く知られており、「海外のゲームサイトが選ぶ投票したいゲームの政治家」では見事第1位を獲得した。
ジョディ・クロフォード（Jody Crawford）
大統領補佐官であり、メタルウルフのオペレーター。ペンシルバニア大学政治学部首席卒業というエリートである。
ユーモアや皮肉に富んだ発言が多く、本作の魅力の一つとなっているが、危険な発言を思わせる強烈なジョークを話す場合も多く、大統領・副大統領にも及ぶ存在感を持つ。
ちなみに、作戦立案も担当するが、作戦名も独特なネーミングを付けている。
ピーター・マクドナルド（Peter MacDonald）
アメリカのニュース専門局DNN（Digital News Network）のニュース記者。リチャード率いるクーデター政府の「政府政策推進部」の声明に則り、メタルウルフを反逆者として非難している。
戦場に度々現れてはメタルウルフに対する批判的な報道をするため、マイケルとジョディからは煙たがられている。また、「ペンは銃よりも強し」という決め台詞がある。
しかし、マイケルが形勢を盛り返すと手のひらを返したように彼寄りの報道をし始める。
ちなみに、彼の乗る報道ヘリはステージ中で中継する形で存在しており、攻撃することができる。ただし非常に硬く、撃墜しても脱出して再びヘリに乗ってくるしぶとさを見せる。
ジョン・スミス（John Smith）
各戦場で名を馳せた元「伝説的傭兵」。平時にコックとして賑わせていたが、今回のクーデターに際して大統領側のレジスタンスのリーダーを務める。彼らレジスタンスの行動は大統領も察知している。とある作戦では大統領とコンタクトを取り、戦闘における鉄則をアドバイスする。

### リチャードとクーデター軍関係者
リチャード・ホーク（Richard Hawk）
アメリカ合衆国副大統領であり、今回のクーデターの元凶。自称「ラストアメリカンヒーロー」。
現大統領であるマイケルとは大学からの付き合いで戦友でもあったが、大統領に対して常に劣等感を抱いている。
軍人時代は選民主義であり使えない人間は切り捨てるタイプのため、「アリゾナ紛争の英雄」と称される等大統領より活躍したもののメダルオブオナーは授与されていない。
選民主義を表すかのように、クーデター後も都市に毒ガスを撒いて住民を皆殺しにしようとしたり、巨大兵器で街を恐怖に陥れて楽しむなど、徹底的な「悪人」として描かれている。一目的としては、合衆国内のディープステート排除も兼ねている。
独特の笑い声と喋り方、加えて高いテンションを思わせる身振り手振りをするため、インパクトのあるキャラクターとなっている。大統領によると、ネーミングセンスが悪いらしい。
スコッティ・ヒル（Scotty Hill）
リチャードに心酔し、忠誠を誓うアメリカ空軍中佐。リチャードの選民思想といったものは彼にとってはどうでもよく、ただただリチャードに認められるためだけに戦う男。
シャキール・ネヴィル（Shaquille Neville）
マイケルの軍人時代の元部下。熱くて直情的な性格からマイケルの生き方に対して共感や憧れは大きかったが、その憧れの人がリチャードに刃向う「テロリスト」へと変わったものと思い込み、憧れは失望や怒りへと変わった。
ランディ・ランパード（Randy Lampard）
マイケルの軍人時代の元部下。寡黙な人物で、マイケルに憧れを抱くもそれを表に出すことは無かった。このため、マイケルがリチャードに刃向う「テロリスト」に身を落としたと見なしても、憧れから転じた失望や怒りを言葉ではなく銃弾で語る。
ポール・ペイトン（Paul Payton）
マイケルの軍人時代の元部下。自分には無い熱いハートを持ったマイケルに強い憧れを抱いており、その思いはマイケルがリチャードに刃向う「テロリスト」として公式発表され、シャキールやランディがそれを事実として信じ込んでもなお変わらず、マイケルとは本心では戦いたくないと思っている。
ロバート・フォレスター（Robert Forester）
マイケルの軍人時代の元上官で、大西洋艦隊巡洋艦の艦長。軍に忠義を尽くすことを人生とし、生きるも死ぬも全て軍のためという高潔な軍人。マイケルの身の潔白は承知しているが軍への忠義を貫くために、クーデターによってアメリカ合衆国軍の最高指揮権を手にしたリチャードの命令に従い、リチャードに刃向う「テロリスト」とされたマイケルと戦う道を選ぶ。

## ユニット
本作に登場する人型兵器は「特殊機動重装甲」（ゲーム中ではSpecial Heavy Mobile Armorないしは短縮したMobile Armorと表記･呼称される）と呼ばれるもので、そのサイズは5m程度と比較的小型である。ただしこのサイズのロボットが登場する他の多くの作品（装甲騎兵ボトムズやガサラキ等）とは異なり、兵器としてのリアリティは皆無と言っても過言ではない。
耐久性と機動性を兼ね備えたこの兵器の登場により、世界の軍事産業は転換期を迎え、同時に戦場の主役は再び人が担うこととなる。
メタルウルフ
最新鋭の特殊機動重装甲をプレジデントフォースが大統領専用に改造した物。
背部のコンテナにどう考えても入らない体積（収納時は大半の武装が折り畳みないしは分割されている）の武器を、片手武器で最大8個・両手武器なら最大4個搭載する。
地上1万フィートからの降下等のかなり無茶な運用がされているが、宇宙での運用や大気圏突入という想定外の状況にも対応できている。しかし水中では稼動できない。
小型機体であるが、メタルウルフと比較して象と思えるほどの超巨大戦車を、高々持ちあげてジャイアントスイングで投げ飛ばすという、大統領の気合いに呼応したかのような未知数の出力も併せ持つ。
MA リチャードモデル
最新鋭の特殊機動重装甲をリチャードが専用に改造した物。
攻撃力が重視されており、改造により胸部にレールガンを搭載している点に、攻撃的な彼の性格が現れている。
専用武器としてRHシリーズを搭載しており、単純な破壊性能ではメタルウルフを凌駕している。
MA シャキール・ランディ・ポールモデル
大統領の米陸軍時代の部下である、シャキール・ランディ・ポール用の特殊機動重装甲。
彼等の使用している特殊機動重装甲は旧式であり、武器搭載コンテナが設置されて無い代わりにミサイルコンテナを多数搭載している。ゲーム内ムービーでは肩部･腿部アーマーからもミサイルを発射している。
全機両腕にガトリングガンを搭載しており、不要時は腰部後ろにマウントされる。攻略本ではポールモデル以外片腕側のガトリングが見えない画像が採用されている。

## システム
操作仕様
基本的に地上を脚部走行・およびジャンプして移動。ブーストゲージを消費することでダッシュやホバリング、空中ダッシュが可能。うまく使うことでショートカットにも使うことができる。ブーストゲージを全部消費しても、垂直上昇以外ならシールドゲージを消費してブーストし続けることもできる。
攻撃は武器種に応じたサーチが展開され、照準に収めることで自動的に狙いを付ける。
攻撃をヒットさせることでバーストゲージが上昇し（フィールド内の特定アイテム取得により一度にゲージをフルの状態にもできる）、これを消費することでコンテナに収納されている火器全てを使った強力なバースト攻撃を行う。なおその際は相手の攻撃のダメージ（即死エリアへの侵入は通常と変わらない）も受け付けない。
装備枠の仕様
本作はアーマード・コアと違い機体がメタルウルフに固定されているため、アセンブルという概念が武器のみとなっている。背部の2つのコンテナには、それぞれ片手武器4つ分の容量が確保されており、両手武器は左右のコンテナ容量1つずつを同時に使用する。両手武器の配置制約・スナイパーライフル系のミッション開始時装備の位置への装備不可を除けば、武器の搭載位置はある程度自由に配置できる。
武器開発・強化
インターミッション中ではガレージで資金を武器の種類（11種）ごとに技術投資（武器の種類ごとの開発レベルは最大8）することで、製造できる武器の上限が解放されていく。その上で武器製造の資金とレアメタルを使用することで、武器を獲得することができる。完全に一人プレイ用に制作されているため、開発していくほど武器の性能は高くなっていくケースが多い。また、ステージ中に武器が隠されている場合があり、取得すると使用可能になる。
武器の種類などの仕様
武器の種類はハンドガン・マシンガンといった小火器銃器からグレネードランチャー・レールガンのような大規模重火器まで豊富で、種類別の武器数も多い。基本的には実在する火器をモデルとし特殊機動重装甲用に大型化したものだが、中にはパーティクラッカーを銃器化したショットガンや弾道がランダムで変化球になる特大ボールを放つピッチングマシーンなスナイパーライフル、海水を吹き出しながら飛翔し命中すると敵を凍らせるサメ型ミサイル、（なぜか光波を発射するバズーカと化した）ムーンライトソードや、O・TO・GIの巫術「蒼竜」エフェクトのドラゴンレールガン、白い悪魔のビームライフルといった珍品もある。
武器の装弾数は非常に多く、スナイパーライフル等を除けば弾切れを気にすることは無いが、EN属性の武装はその弾薬と機体のブーストゲージを同時に消耗する（ダッシュ等でゲージを完全に消費した場合は発砲不可）ため、多少は戦術に気を使う必要がある。
また補充弾薬が武器のカテゴリ（軽火器･重火器と実弾･EN）別に別れている点を考慮する必要もある。火器類で攻撃する以外にも、ダッシュを使った体当たり（軽火器属性）やジャンプを含めた高高度からの踏みつけ攻撃（重火器属性）でも敵を攻撃することができる。
歩兵や戦車はもちろんのこと、コンテナや看板すら破壊することが可能で、そのステージをプレイ中は残骸が表示し続けられる。ただし、建物の破壊は不可能。
メタルウルフのステータス
メタルウルフ自体の性能を高めるには、各ステージに隠されたエネルギーポッドを回収する事で上昇する（5個揃って1ランクアップ）。耐久力は、シールドメモリと呼ばれる防御用エネルギータンクと、その内部エネルギー量を示すシールドゲージの二重構成になっている。ダメージを受けるとシールドゲージのメーターが下がるが、被弾しないでいると自動的に回復する。ゲージがゼロになった場合はシールドメモリが一つ消費され、さらに全てのメモリが消費すると機体は破壊・撃破してしまう。また、強力な攻撃を受けた場合は複数のメモリが一度に消費される。シールドメモリは、シールドゲージと違い自動回復しないが、フィールド内の回復アイテムを取得することで一つずつ回復する。
捕虜救出
ステージ中には捕虜が収監された檻があり、これを「軽火器（扱いの攻撃）」で壊すことで救出することができる。当然重火器に分類されている武器・踏みつけ攻撃で破壊すると救出失敗となる。檻自体に自爆装置が設置されているものもあり、接近するとカウントが開始される。捕虜にも様々な種類がおり、兵器開発関係者から音楽家まで広く、救出していくことで特典が得られる。

## 開発

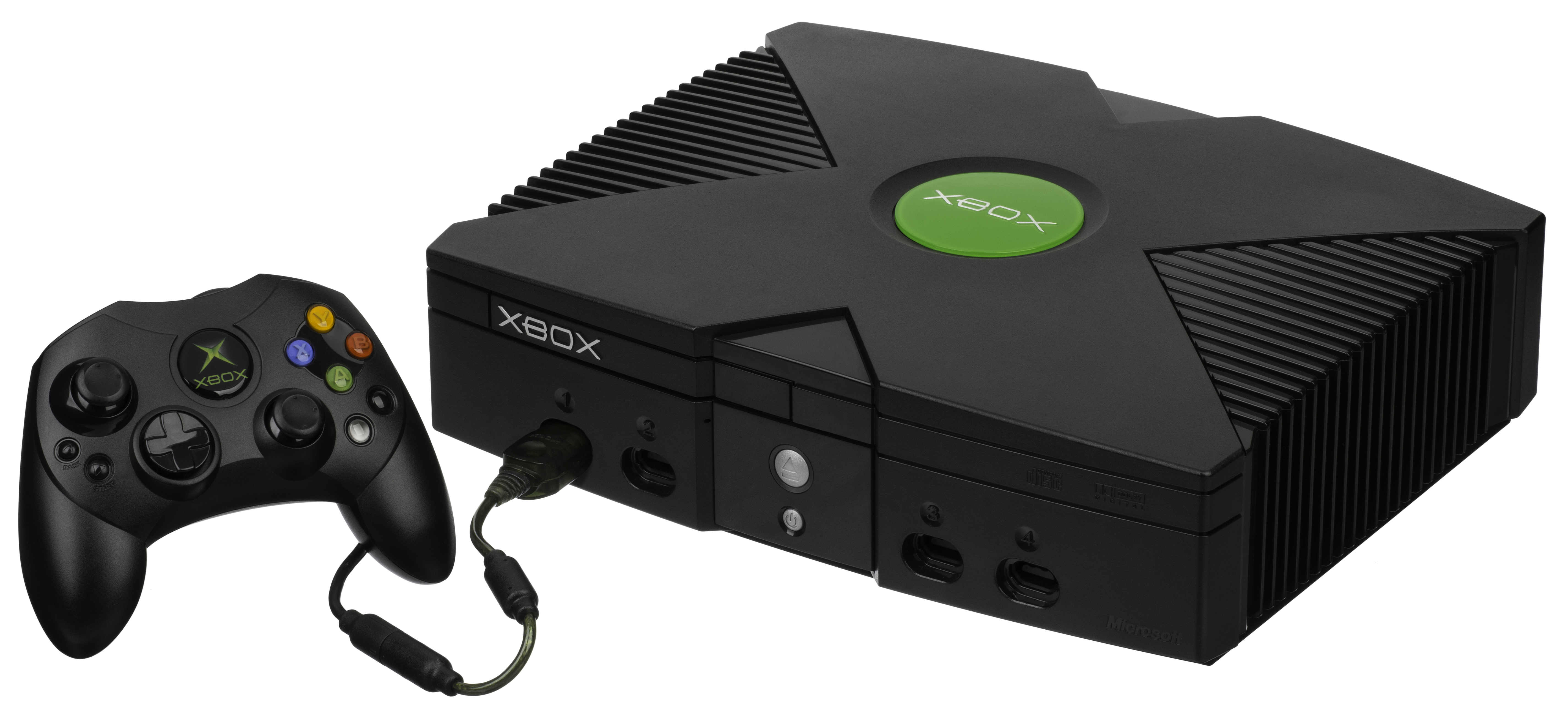
Xbox

2002年、マイクロソフトはXboxを発売し家庭用ゲーム機市場に参入した。Xboxは欧米市場ではPlayStation 2に次ぐシェアを獲得するほど売れた一方、日本を含むアジア圏での売れ行きはいま一つだった。メカアクションゲームを開発して日本におけるXboxの売り上げを向上させるべく、マイクロソフトはアーマード・コアシリーズで有名なフロム・ソフトウェアと手を組んだものの、アーマード・コアシリーズのリメイクは考えておらず、『O・TO・GI 〜御伽〜』に注目していた。

アメリカの企業であるマイクロソフトはアメリカをテーマにした作品を作りたいと考えており、西洋と東洋を融合した作品を作ることを決めた。
開発チームは近未来のアメリカを舞台にすることを決めた。
フロム・ソフトウェアはマイクロソフトの日本法人の近くで作業を進めていたため、アメリカの状況やユーモアを得ることができた。
本編中にはアメリカの文化についての言及はあるものの、本作は日本のプレイヤーを念頭に置き開発された。
主人公であるマイケル・ウィルソン・Jr.役の声優には、日本に住む外国人の声優が起用された。
その人物は、開発スタッフから伝えられた主人公の設定をすぐに把握したうえで演技に臨んだ。彼の演技は開発スタッフのイメージとは若干異なるものの、想定以上の出来だったため、そのまま採用された。
メタルウルフカオスという題名はマイクロソフト側のスタッフから「アメリカンな雰囲気を持つメタルギアソリッドシリーズのようなリズミカルな三単語のタイトルにしてはどうか」という提案によりつけられた。
8か月の開発期間を経て、本作は2004年12月22日に日本で発売された。
限定版の特典としてサウンドトラックとモデルガンが付属した。
ゲームの売れ行きは竹内の予想を下回った一方、スタッフの間では思い入れがあったことから、主人公の父親であるマイケル・ウィルソンを『NINJA BLADE』に登場させることに決めた。
フロム・ソフトウェアは本作を日本国外で販売することも視野に入れており、Xbox Live のマルチプレイヤーモードを導入したうえで、2005年には北米でも販売したいと考え、 Official Xbox Magazineの39号に日本語版のデモ版を付録としてつけた。
だが、その後海外版の販売計画は中止された。
ジャーナリストのJohn Sczepaniakは、アメリカンジョークやテロリズムという題材が欧米の販売会社に不安を与えたのではないかとみている。
フロム・ソフトウェアのマーケティングセクション部長である小倉康敬は国外での販売を中止した理由について、「アメリカ同時多発テロ事件などで敏感になっている時期だったため断念した」と2018年のゲームズコムでのファミ通とのインタビューの中で述べている。
リマスター版の開発に参加した架け橋ゲームズのザック・ハントリー（Zach Huntley）は、「本作の開発終了時期がXboxの製造終了時期に近づいてしまい、マイクロソフトが次世代機Xbox 360の開発に動いてしまっていたのではないか」とみている 。
ローカライズが実現しなかった結果、本作は日本国内でのみ発売されたXbox用ソフトとして知られるようになった。

### リマスター
本作は日本国内でしか発売されなかったものの、カルト的な人気を博した。
発売から何年もの間、竹内は欧米から本作を求める声が上がっていることを聞いていたが、なぜ自国で販売されていない古いXbox用ゲームソフトを求めるのかが理解できなかった。
2016年、アメリカ合衆国のゲーム販売会社Devolver Digitalは、半ば冗談のつもりでTwitterに本作のローカライズの手助けをしたい旨のツイートを発信した。
その結果、ファンからの問い合わせが竹内およびフロム・ソフトウェアに寄せられ、フロム・ソフトウェアはDevolver Digitalと本作のローカライズに向けて話し合うこととなった。
竹内とフロム・ソフトウェアの監修のもと、General Arcadeが移植作業にあたった。また、インディーズゲームの日本語化の協力で知られる架け橋ゲームズも移植作業に協力した。
様々な分野の人間で構成された移植チームはオリジナル版と同じくするという目標を最優先とし、ビジュアルの強化などは行うものの、あえて新しい要素は加えなかった。
2018年6月、Devolver Digitalは公式Twitterアカウントを通じて「E3 2018にてリマスター版『メタルウルフカオスXD』を出展する」という予告を投稿した。
『メタルウルフカオスXD』では、ワイドスクリーンへの対応に加え、テクスチャやエフェクトの改善などが行わる一方、声優の変更はなかった。
『メタルウルフカオスXD』は2018年に Microsoft Windows, PlayStation 4、Xbox One 用ソフトととして全世界に向けて発売される予定であると発表され、日本よりも先に海外での発売を優先することが明らかとなった。
その後、発売時期は2019年半ばに延期となった。